# Municipio de Jackson (condado de Grundy)
El municipio de Jackson (en inglés: Jackson Township) es un municipio ubicado en el condado de Grundy en el estado estadounidense de Misuri. En el año 2010 tenía una población de 135 habitantes y una densidad poblacional de 1,74 personas por km².

## Geografía
El municipio de Jackson se encuentra ubicado en las coordenadas 40°0′33″N 93°34′11″O / 40.00917, -93.56972. Según la Oficina del Censo de los Estados Unidos, el municipio tiene una superficie total de 77.41 km², de la cual 76,54 km² corresponden a tierra firme y (1,12 %) 0,87 km² es agua.

## Demografía
Según el censo de 2010, había 135 personas residiendo en el municipio de Jackson. La densidad de población era de 1,74 hab./km². De los 135 habitantes, el municipio de Jackson estaba compuesto por el 99,26 % blancos y el 0,74 % eran de una mezcla de razas. Del total de la población el 0,74 % eran hispanos o latinos de cualquier raza.